# Sam Troughton
Sam Troughton, angleški igralec * 21. marec 1977, Združeno Kraljestvo.

## Zgodnje in zasebno življenje
Sam Troughton je sin igralca Davida Troughtona in vnuk igralca Patricka Troughtona. Njegova mlajša brata sta nekdanji igralec kriketa Warwickshire Jim Troughton in igralec William Troughton. Troughton je študiral dramo na Univerzi v Hullu, kjer je leta 1998 diplomiral.

## Kariera
Troughton je igralec, ki je sodeloval s Royal Shakespeare Company. Igral je v grozljivkah Spirit Trap in Vesoljci proti Predatorju ter v več televizijskih produkcijah, vključno s Hexom Sky One. Nastopil je v drami Ultimate Force s temo SAS. Od oktobra 2006 je nastopil v seriji BBC Robin Hood (2006–2009), v kateri je nastopal kot Robinov nekdanji sluga Much. Troughtonov dedek Patrick je leta 1953 igral v prvi televizijski seriji Robin Hood.
Troughtonove odrske vloge vključujejo Orlanda v produkciji Samuela Westa Shakespearovega As You Like It v gledališču Crucible v Sheffieldu. V skupino RSC se je vrnil kot del ansambla 2009–2011, nastopil je v gledališču Courtyard v Stratford-upon-Avonu. Leta 2009 je igral Marcusa Brutusa v Juliju Cezarju in Tretjega gospoda v Zimski pravljici, leta 2010 pa Romea v predstavi Romeo in Julija in kralja Arthurja v Morte D'Arthurju v gledališču Courtyard. Druge vloge vključujejo odrsko produkcijo Tramvaja Poželenje v Liverpoolu. 
Troughton je igral v Bullu v gledališču Crucible Studio Theatre v Sheffieldu leta 2013 in Edmunda v King Learu v Royal National Theatre januarja 2014.
Troughton je igral v novi predstavi Davida Eldridgea, ki se je začela v Kraljevem narodnem gledališču od oktobra do novembra 2017, januarja 2018 pa se je v strogo omejeno desettedensko sezono preselila na londonski West End, v gledališče Ambassadors. Leta 2019 je igral v HBO-miniseriji Černobil kot inženir Aleksander Akimov. Med majem in julijem 2019 je skupaj z Rogerjem Allamom nastopil v predstavi »Rutherford and Son« v Narodnem gledališču. 